# El Balcó del Pirineu
El Balcó del Pirineu (traducido al castellano Balcón del Pirineo) es una urbanización que pertenece a Montferrer Castellbó, Alto Urgel. La urbanización fue construida encima de una sierra, continuación de la sierra de Castellciutat y Montferrer, a la izquierda del río Segre. Por esta razón las parcelas tienen una pendiente importante. Es importante destacar que la mayoría de chalets son propiedad de andorranos.